# Војин Серафимовић
Војин Серафимовић (Београд, 14. октобар 2005) српски је фудбалер који тренутно игра за Чукарички.

## Каријера
Фудбал је почео да тренира у Лештану као петогодишњак, а касније прешао у ОФК Београд. У том клубу је из нападачке враћен у последњу линију тима где је наставио да игра и по преласку у Чукарички 2018. године. С клубом је најпре потписао стипендијски уговор. Касније се обавезао на професионалну сарадњу те је наредних година продужавао уговор. Раду с првим тимом прикључен је током такмичарске 2022/23. под вођством Душана Керкеза. Дебитовао је у шеснаестини финала Купа Србије, заменивши на терену Виктора Рогана у 82. минуту сусрета са Златибором на Стадиону Швајцарија у Чајетини. У Суперлиги Србије је дебитовао у фебруару 2023, ушавши у игру против Колубаре.

## Репрезентација
Серафимовић је с пионирском репрезентацијом Србије учествовао у освајању првог места на турниру Трофеј Црна Гора 2019. године. У узрасту до 16 година старости дебитовао је на пријатељском сусрету с врашњацима из Румуније. Потом је био и у саставу за Меморијални турнир „Миљан Миљанић”. За кадетску репрезентацију наступио је на пријатељској утакмици са Северном Македонијом. Касније је стандардно наступао у квалификационом циклусу кроз који је екипа Србије остварила пласман на завршни турнир. На том турниру је састав Србије поражен од Холандије након извођења једанаестераца. Био је и у саставу селекције до 18 година старости, док је у омладинском узрасту дебитовао на Меморијалном турниру „Стеван Вилотић Ћеле” 2023. године.

## Статистика

### Клупска
Ажурирано 18. септембра 2023.
| Клуб      | Сезона   | Лига             | Лига | Лига | Национални куп | Национални куп | Европа | Европа | Остало | Остало | Укупно | Укупно |
| Клуб      | Сезона   | Дивизија         |      | Гол  |                | Гол            |        | Гол    |        | Гол    |        | Гол    |
| --------- | -------- | ---------------- | ---- | ---- | -------------- | -------------- | ------ | ------ | ------ | ------ | ------ | ------ |
| Чукарички | 2022/23. | Суперлига Србије | 5    | 0    | 2              | 0              | 0      | 0      | —      | —      | 7      | 0      |
| Чукарички | 2023/24. | Суперлига Србије | 1    | 0    | 0              | 0              | 1      | 0      | —      | —      | 2      | 0      |
| Чукарички | Укупно   | Укупно           | 6    | 0    | 2              | 0              | 1      | 0      | —      | —      | 9      | 0      |

### Утакмице у дресу репрезентације
| Репрезентација Србије у узрасту до 15 година старости | Репрезентација Србије у узрасту до 15 година старости | Репрезентација Србије у узрасту до 15 година старости | Репрезентација Србије у узрасту до 15 година старости | Репрезентација Србије у узрасту до 15 година старости | Репрезентација Србије у узрасту до 15 година старости | Репрезентација Србије у узрасту до 15 година старости | Репрезентација Србије у узрасту до 15 година старости | Репрезентација Србије у узрасту до 15 година старости | Репрезентација Србије у узрасту до 15 година старости |
| #                                                     | Датум                                                 | Такмичење                                             | Локација                                              | Домаћин                                               | Резултат                                              | Гост                                                  | Гол                                                   | Реф.                                                  |                                                       |
| ----------------------------------------------------- | ----------------------------------------------------- | ----------------------------------------------------- | ----------------------------------------------------- | ----------------------------------------------------- | ----------------------------------------------------- | ----------------------------------------------------- | ----------------------------------------------------- | ----------------------------------------------------- | ----------------------------------------------------- |
| 1.                                                    | 14. мај 2019.                                         | Трофеј Црна Гора                                      | ДГ Aренa, Подгорица                                   | Србија                                                | 5 : 1                                                 | Северна Македонија                                    |                                                       | [ 22 ]                                                |                                                       |
| 2.                                                    | 15. мај 2019.                                         | Трофеј Црна Гора                                      | Стадион Златица, Подгорица                            | Србија                                                | 3 : 1                                                 | Босна и Херцеговина                                   |                                                       | [ 23 ]                                                |                                                       |
| 3.                                                    | 17. мај 2019.                                         | Трофеј Црна Гора                                      | Помоћни терен ФК Будућност Подгорица                  | Црна Гора                                             | 0 : 1                                                 | Србија                                                |                                                       | [ 24 ]                                                |                                                       |
| 4.                                                    | 29. октобар 2019.                                     | Развојни турнир УЕФА                                  | Кућа фудбала, Стара Пазова                            | Србија                                                | 3 : 0                                                 | Словенија                                             |                                                       | [ 25 ]                                                |                                                       |
| 5.                                                    | 31. октобар 2019.                                     | Развојни турнир УЕФА                                  | Кућа фудбала, Стара Пазова                            | Србија                                                | 1 : 0                                                 | Црна Гора                                             |                                                       | [ 26 ]                                                |                                                       |
| 6.                                                    | 2. новембар 2019.                                     | Развојни турнир УЕФА                                  | Кућа фудбала, Стара Пазова                            | Србија                                                | 0 : 1                                                 | Израел                                                |                                                       | [ 27 ]                                                |                                                       |
| 6                                                     | Укупан број утакмица и постигнутих погодака           | Укупан број утакмица и постигнутих погодака           | Укупан број утакмица и постигнутих погодака           | Укупан број утакмица и постигнутих погодака           | Укупан број утакмица и постигнутих погодака           | Укупан број утакмица и постигнутих погодака           | 0                                                     |                                                       |                                                       |

| Репрезентација Србије у узрасту до 16 година старости | Репрезентација Србије у узрасту до 16 година старости | Репрезентација Србије у узрасту до 16 година старости | Репрезентација Србије у узрасту до 16 година старости | Репрезентација Србије у узрасту до 16 година старости | Репрезентација Србије у узрасту до 16 година старости | Репрезентација Србије у узрасту до 16 година старости | Репрезентација Србије у узрасту до 16 година старости | Репрезентација Србије у узрасту до 16 година старости | Репрезентација Србије у узрасту до 16 година старости |
| #                                                     | Датум                                                 | Такмичење                                             | Локација                                              | Домаћин                                               | Резултат                                              | Гост                                                  | Гол                                                   | Реф.                                                  |                                                       |
| ----------------------------------------------------- | ----------------------------------------------------- | ----------------------------------------------------- | ----------------------------------------------------- | ----------------------------------------------------- | ----------------------------------------------------- | ----------------------------------------------------- | ----------------------------------------------------- | ----------------------------------------------------- | ----------------------------------------------------- |
| 1.                                                    | 17. март 2021.                                        | Пријатељска утакмица                                  | Кућа фудбала, Стара Пазова                            | Србија                                                | 3 : 0                                                 | Румунија                                              |                                                       | [ 12 ]                                                |                                                       |
| 2.                                                    | 11. мај 2021.                                         | Меморијални турнир „Миљан Миљанић”                    | Кућа фудбала, Стара Пазова                            | Србија                                                | 3 : 0                                                 | Бугарска                                              |                                                       | [ 28 ]                                                |                                                       |
| 3.                                                    | 13. мај 2021.                                         | Меморијални турнир „Миљан Миљанић”                    | Кућа фудбала, Стара Пазова                            | Србија                                                | 2 : 0                                                 | Црна Гора                                             |                                                       | [ 29 ]                                                |                                                       |
| 3                                                     | Укупан број утакмица и постигнутих погодака           | Укупан број утакмица и постигнутих погодака           | Укупан број утакмица и постигнутих погодака           | Укупан број утакмица и постигнутих погодака           | Укупан број утакмица и постигнутих погодака           | Укупан број утакмица и постигнутих погодака           | 0                                                     |                                                       |                                                       |

| Репрезентација Србије у узрасту до 17 година старости | Репрезентација Србије у узрасту до 17 година старости | Репрезентација Србије у узрасту до 17 година старости | Репрезентација Србије у узрасту до 17 година старости | Репрезентација Србије у узрасту до 17 година старости | Репрезентација Србије у узрасту до 17 година старости | Репрезентација Србије у узрасту до 17 година старости | Репрезентација Србије у узрасту до 17 година старости | Репрезентација Србије у узрасту до 17 година старости | Репрезентација Србије у узрасту до 17 година старости |
| #                                                     | Датум                                                 | Такмичење                                             | Локација                                              | Домаћин                                               | Резултат                                              | Гост                                                  | Гол                                                   | Реф.                                                  |                                                       |
| ----------------------------------------------------- | ----------------------------------------------------- | ----------------------------------------------------- | ----------------------------------------------------- | ----------------------------------------------------- | ----------------------------------------------------- | ----------------------------------------------------- | ----------------------------------------------------- | ----------------------------------------------------- | ----------------------------------------------------- |
| 1.                                                    | 16. септембар 2021.                                   | Пријатељска утакмица                                  | ТЦФФСМ, Скопље                                        | Северна Македонија                                    | 0 : 5                                                 | Србија                                                |                                                       | [ 14 ]                                                |                                                       |
| 2.                                                    | 21. октобар 2021.                                     | Квалификације за Европско првенство                   | Кућа фудбала, Стара Пазова                            | Србија                                                | 11 : 0                                                | Лихтенштајн                                           |                                                       | [ 30 ]                                                |                                                       |
| 3.                                                    | 24. октобар 2021.                                     | Квалификације за Европско првенство                   | Кућа фудбала, Стара Пазова                            | Србија                                                | 0 : 2                                                 | Бугарска                                              |                                                       | [ 31 ]                                                |                                                       |
| 4.                                                    | 27. октобар 2021.                                     | Квалификације за Европско првенство                   | Кућа фудбала, Стара Пазова                            | Србија                                                | 1 : 0                                                 | Хрватска                                              |                                                       | [ 32 ]                                                |                                                       |
| 5.                                                    | 10. март 2022.                                        | Пријатељска утакмица                                  | Кућа фудбала, Стара Пазова                            | Србија                                                | 1 : 0                                                 | Босна и Херцеговина                                   |                                                       | [ 33 ]                                                |                                                       |
| 6.                                                    | 23. март 2022.                                        | Квалификације за Европско првенство                   | Стадион у Раденцима                                   | Србија                                                | 3 : 1                                                 | Турска                                                |                                                       | [ 34 ]                                                |                                                       |
| 7.                                                    | 26. март 2022.                                        | Квалификације за Европско првенство                   | Стадион у Раденцима                                   | Словенија                                             | 2 : 2                                                 | Србија                                                |                                                       | [ 35 ]                                                |                                                       |
| 8.                                                    | 29. март 2022.                                        | Квалификације за Европско првенство                   | Стадион у Раденцима                                   | Велс                                                  | 2 : 4                                                 | Србија                                                |                                                       | [ 15 ]                                                |                                                       |
| 9.                                                    | 17. мај 2022.                                         | Европско првенство                                    | Стадион Хаберфелд, Ришон Лецион                       | Србија                                                | 1 : 1                                                 | Белгија                                               |                                                       | [ 36 ]                                                |                                                       |
| 10.                                                   | 20. мај 2022.                                         | Европско првенство                                    | Стадион Хаберфелд, Ришон Лецион                       | Србија                                                | 2 : 1                                                 | Турска                                                |                                                       | [ 37 ]                                                |                                                       |
| 11.                                                   | 22. мај 2022.                                         | Европско првенство                                    | Стадион Хаберфелд, Ришон Лецион                       | Шпанија                                               | 1 : 1                                                 | Србија                                                |                                                       | [ 38 ]                                                |                                                       |
| 12.                                                   | 26. мај 2022.                                         | Европско првенство                                    | Градски стадион, Нес Зиона                            | Данска                                                | 1 : 2                                                 | Србија                                                |                                                       | [ 39 ]                                                |                                                       |
| 13.                                                   | 29. мај 2022.                                         | Европско првенство                                    | Стадион Нетања                                        | Холандија                                             | 2 : 2                                                 | Србија                                                |                                                       | [ 16 ]                                                |                                                       |
| 13                                                    | Укупан број утакмица и постигнутих погодака           | Укупан број утакмица и постигнутих погодака           | Укупан број утакмица и постигнутих погодака           | Укупан број утакмица и постигнутих погодака           | Укупан број утакмица и постигнутих погодака           | Укупан број утакмица и постигнутих погодака           |                                                       |                                                       |                                                       |

| Репрезентација Србије у узрасту до 18 година старости | Репрезентација Србије у узрасту до 18 година старости | Репрезентација Србије у узрасту до 18 година старости | Репрезентација Србије у узрасту до 18 година старости | Репрезентација Србије у узрасту до 18 година старости | Репрезентација Србије у узрасту до 18 година старости | Репрезентација Србије у узрасту до 18 година старости | Репрезентација Србије у узрасту до 18 година старости | Репрезентација Србије у узрасту до 18 година старости | Репрезентација Србије у узрасту до 18 година старости |
| #                                                     | Датум                                                 | Такмичење                                             | Локација                                              | Домаћин                                               | Резултат                                              | Гост                                                  | Гол                                                   | Реф.                                                  |                                                       |
| ----------------------------------------------------- | ----------------------------------------------------- | ----------------------------------------------------- | ----------------------------------------------------- | ----------------------------------------------------- | ----------------------------------------------------- | ----------------------------------------------------- | ----------------------------------------------------- | ----------------------------------------------------- | ----------------------------------------------------- |
| 1.                                                    | 21. септембар 2022.                                   | Пријатељска утакмица                                  |                                                       | Италија                                               | 1 : 0                                                 | Србија                                                |                                                       | [ 40 ]                                                |                                                       |
| 2.                                                    | 24. септембар 2022.                                   | Пријатељска утакмица                                  | Стадион у Аквили                                      | Италија                                               | 1 : 2                                                 | Србија                                                |                                                       | [ 41 ]                                                |                                                       |
| 3.                                                    | 25. октобар 2022.                                     | Пријатељска утакмица                                  |                                                       | Румунија                                              | 1 : 1                                                 | Србија                                                |                                                       | [ 42 ]                                                |                                                       |
| 4.                                                    | 27. октобар 2022.                                     | Пријатељска утакмица                                  |                                                       | Румунија                                              | 3 : 1                                                 | Србија                                                |                                                       | [ 43 ]                                                |                                                       |
| 4                                                     | Укупан број утакмица и постигнутих погодака           | Укупан број утакмица и постигнутих погодака           | Укупан број утакмица и постигнутих погодака           | Укупан број утакмица и постигнутих погодака           | Укупан број утакмица и постигнутих погодака           | Укупан број утакмица и постигнутих погодака           |                                                       |                                                       |                                                       |

| Репрезентација Србије у узрасту до 19 година старости | Репрезентација Србије у узрасту до 19 година старости | Репрезентација Србије у узрасту до 19 година старости | Репрезентација Србије у узрасту до 19 година старости | Репрезентација Србије у узрасту до 19 година старости | Репрезентација Србије у узрасту до 19 година старости | Репрезентација Србије у узрасту до 19 година старости | Репрезентација Србије у узрасту до 19 година старости | Репрезентација Србије у узрасту до 19 година старости | Репрезентација Србије у узрасту до 19 година старости |
| #                                                     | Датум                                                 | Такмичење                                             | Локација                                              | Домаћин                                               | Резултат                                              | Гост                                                  | Гол                                                   | Реф.                                                  |                                                       |
| ----------------------------------------------------- | ----------------------------------------------------- | ----------------------------------------------------- | ----------------------------------------------------- | ----------------------------------------------------- | ----------------------------------------------------- | ----------------------------------------------------- | ----------------------------------------------------- | ----------------------------------------------------- | ----------------------------------------------------- |
| 1.                                                    | 7. септембар 2023.                                    | Меморијални турнир „Стеван Вилотић Ћеле”              | Градски стадион, Суботица                             | Србија                                                | 3 : 1                                                 | Мађарска                                              |                                                       | [ 44 ]                                                |                                                       |
| 2.                                                    | 9. септембар 2023.                                    | Меморијални турнир „Стеван Вилотић Ћеле”              | Стадион Милан Средановић, Кула                        | Србија                                                | 3 : 0                                                 | Црна Гора                                             |                                                       | [ 45 ]                                                |                                                       |
| 3.                                                    | 12. септембар 2023.                                   | Меморијални турнир „Стеван Вилотић Ћеле”              | Градски стадион, Суботица                             | Србија                                                | 0 : 1                                                 | Француска                                             |                                                       | [ 46 ]                                                |                                                       |
| 4.                                                    | 11. октобар 2023.                                     | Пријатељска утакмица                                  | Стадион Металца, Горњи Милановац                      | Србија                                                | 5 : 4                                                 | Италија                                               |                                                       | [ 47 ]                                                |                                                       |
| 5.                                                    | 14. октобар 2023.                                     | Пријатељска утакмица                                  | Кућа фудбала, Стара Пазова                            | Србија                                                | 1 : 3                                                 | Италија                                               |                                                       | [ 48 ]                                                |                                                       |
| 5                                                     | Укупан број утакмица и постигнутих погодака           | Укупан број утакмица и постигнутих погодака           | Укупан број утакмица и постигнутих погодака           | Укупан број утакмица и постигнутих погодака           | Укупан број утакмица и постигнутих погодака           | Укупан број утакмица и постигнутих погодака           | 0                                                     |                                                       |                                                       |